# Schat van Lima
De Schat van Lima is een begraven schat die naar verluidt in 1820 uit Lima, Peru is weggevoerd en nooit meer is teruggevonden. De waarde van de schat zou begin 21e eeuw rond de $208 miljoen zijn.

## Geschiedenis
Peru was sinds de 16e eeuw in handen van Spanje, nadat het Incarijk was veroverd. In de eeuwen die volgden, verzamelde de Rooms-Katholieke Kerk een enorme schat in Lima. In het begin van de 19e eeuw kwam Spanje in conflict met zijn koloniën, en er volgden diverse onafhankelijkheidsoorlogen in Zuid-Amerika. Lima was geen uitzondering en in 1820 kwam de stad onder zware druk te staan tijdens de Peruaanse onafhankelijkheidsoorlog. De stad stond op de rand van een opstand, en als voorzorgsmaatregel besloot de onderkoning van Lima om de kostbaarheden van de stad naar Mexico te vervoeren voor bewaring. Tot de schatten behoorden met juwelen bezette stenen, kandelaars en twee levensgrote massief gouden beelden van Maria die het kindje Jezus vasthoudt. In totaal werden de kostbaarheden geschat op tussen $12 miljoen en $60 miljoen. Kapitein William Thompson, commandant van het schip de Mary Dear, kreeg de leiding over het transport van de rijkdommen naar Mexico.
Thompson en zijn bemanning bleken de verleiding niet te kunnen weerstaan: ze werden piraat, sneden de wachters en begeleidende priesters de keel door en gooiden hun lichamen overboord. Thompson ging naar Cocoseiland, voor de kust van het huidige Costa Rica, waar hij en zijn mannen naar verluidt de schat hebben begraven. Ze besloten toen om uit elkaar te gaan en onopvallend te blijven totdat de situatie was gekalmeerd, waarna ze weer zouden samenkomen om de buit te verdelen. De Mary Dear werd echter geënterd en de bemanning werd berecht wegens piraterij. Iedereen behalve Thompson en zijn eerste stuurman James Alexander Forbes werd opgehangen. Om hun leven te redden, kwamen de twee overeen om de Spanjaarden naar de gestolen schat te leiden. Ze namen ze mee tot aan de Cocoseilanden en wisten toen te ontsnappen in de jungle. Thompson en de schat werden nooit meer gezien, hoewel aangenomen wordt dat Thompson met behulp van een walvisschip naar Newfoundland terugkeerde. Forbes vestigde zich in Californië, werd een succesvol zakenman, maar keerde nooit meer terug naar het eiland.

## Schattenjacht
Sinds die tijd zijn honderden schatzoekers naar Cocoseiland gereisd en hebben ze geprobeerd de Schat van Lima te vinden. Een van de meest opvallende was de Duitser August Gissler, die van 1889 tot 1908 op het eiland woonde. Een andere was de Amerikaanse gangster Bugsy Siegel. Niemand is erin geslaagd de schat te vinden. Een theorie is dat de schat helemaal niet op de Cocoseilanden is begraven, maar op een onbekend eiland voor de kust van Midden-Amerika. De regering van Costa Rica heeft schatzoeken verboden en neemt het standpunt in dat er op dit eiland geen schat bestaat.